# Germaniu
Germaniul este un element chimic, notat cu simbolul Ge, al cărui număr atomic este 32. Este un metaloid lucios, dens, de culoare gri, ce posedă proprietăți chimice similare cu staniul și siliciul. Germaniul pur este un semiconductor, având un aspect similar cu siliciul. Germaniul reacționează cu oxigenul, formând numeroși compuși, fiind astfel mult prea reactiv pentru a fi găsit în stare nativă pe Pământ. Principalele minerale ale germaniului sunt germanit, argirodit, renierit si canfieldit, toate fiind foarte rare. 
Datorită concentrației sale reduse în componența mineralelor, descoperirea germaniului a avut loc târziu. Germaniul ocupă locul 52 ca și abundență în compoziția scoarței terestre. În 1869, Dâmitri Mendeleev a prezis existența elementului, precum și unele proprietăți ale acestuia pe baza poziției sale in Tabelul periodic, numindu-l ekasiliciu. Aproape două decenii mai târziu, Clemens Winkler descoperă germaniul (alături de argint si sulf), în argirodit. Deși acest element semăna cu arsenul și stibiul ca și aspect, proprietățile sale chimice de combinare confirmau proprietățile similare cu siliciul, confirmând astfel predicția lui Mendeleev. Winkler va numit elementul după țara sa, Germania. În zilele noastre, germaniul este extras în principal din sfalerit (principalul minereu al zincului), cu toate că germaniul mai poate fi extras din minereuri de argint, plumb și cupru. 
Germaniul metalic este utilizat ca și semiconductor în tranzistori, precum și alte dispozitive electronice. Primul deceniu al electronicii s-a bazat pe utilizarea germaniului ca și element constituent al tranzistorilor. Cu toate acestea, în prezent, doar 2% din producția de germaniu este alocată acestui domeniu, unde siliciul de puritate înaltă este preponderent utilizat. Utilizările curente ale germaniului includ încorporarea sa în sistemele de fibră optică și celule solare. Compușii germanici sunt de asemenea utilizați ca și catalizatori, precum și materiale pentru nanofire. Acest element formează o gamă largă de compuși organometalici, precum tetraetilgermanul, de asemenea util în chimia organometalică.  
Acest element nu are o funcție vitală pentru organisme, iar unii compuși organici ai germaniului au fost testați ca și posibile produse farmaceutice, însă fără nici un rezultat. Similar cu siliciul și aluminiul, compușii germanici tind să fie insolubili în apă, având astfel un potențial scăzut de toxicitate orală. Cu toate acestea, sărurile sintetice de germaniu sunt compuși nefrotoxici, iar compușii sintetici ai germaniului cu halogenii și hidrogenul devin toxine și au proprietăți iritante.

## Istoric

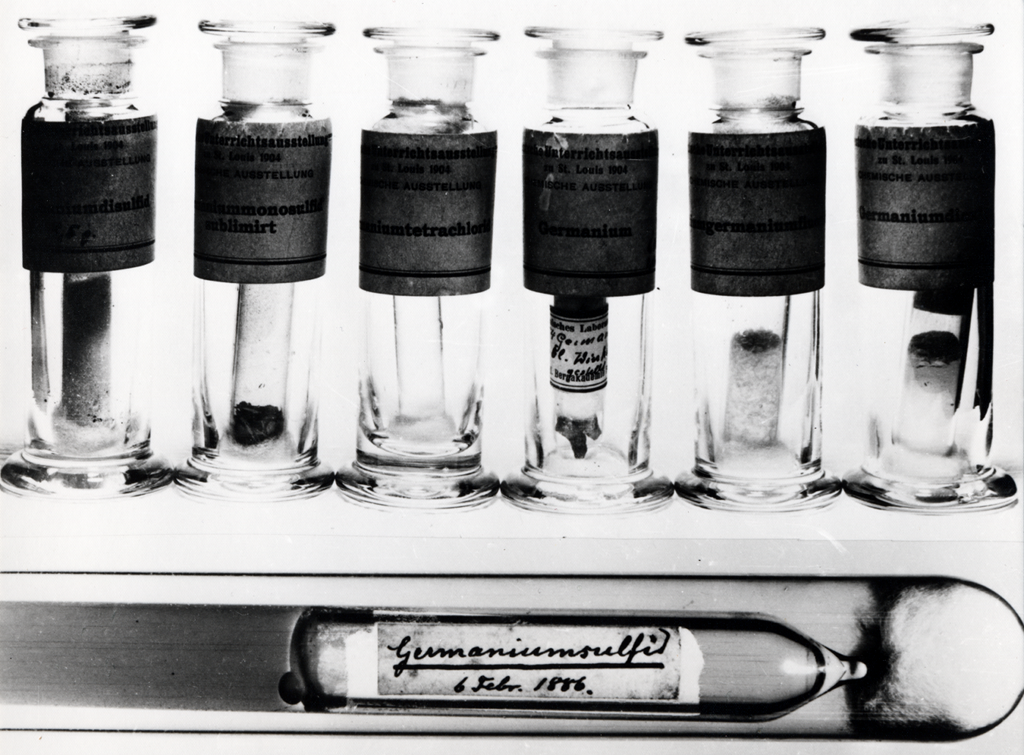
Mostre de compuși ai germaniului preparate de descoperitorul elementului, Clemens Winkler

În raportul său Legea Periodică a Elementelor Chimice din 1869, chimistul rus Dâmitri Ivanovici Mendeleev a prezis existența unor elemente chimice necunoscute, inclusiv cea a unui element care ar fi completat un loc vacant în grupa carbonului din Tabelul Periodic al Elementelor, plasat între  siliciu și staniu. Datorită poziției în Tabelul Periodic, Mendeleev a numit elementul ekasilicon (Es), estimându-i greutatea atomică la valoarea de 72.
La mijlocul anului 1885 d.C., la o mină aflată lângă orașul saxon Freiberg, un nou mineral a fost descoperit, fiind numit argirodit datorită conținutului înalt de argint. Chimistul Clemens Winkler a analizat acest nou mineral, care s-a dovedit a fi o combinație de argint, sulf și un nou element; acesta va fi izolat de Winkler în 1886, determinându-se caracteristici similare cu cele ale stibiului. Înainte de publicarea rezultatelor privind noul element, Winkler a decis ca elementul să fie numit neptunium, din moment ce recenta descoperire a planetei Neptun în 1846 a fost anunțată de predicții matematice. Cu toate acestea, numele de "neptuniu" a fost deja stabilit unui alt element (cu toate că nu este adresat elementului ce poartă numele de neptuniu, descoperit în 1940). Ca urmare, Winkler numește noul element germanium (din latinescul Germania), în onoarea țării sale. Argiroditul a fost dovedit empiric a avea formula Ag8GeS6.
Deoarece acest nou element prezenta anumite similarități cu arsenul și stibiul, se avea în vedere plasarea acestuia la locul său potrivit, dar similaritățile cu "ekasilicon" a confirmat acel loc. Pe baza a 500 kg de minereu din minele Saxoniei, Winkler a reușit să confirme proprietățile chimice ale noului element în 1887. Totodată a determinat masa atomică de 72,32 prin analiza tetraclorurii de germaniu (GeCl
4), în timp ce Lecoq de Boisbaudran a ajuns la valoarea de 72,3 pe baza comparației liniior spectrale ale elementului.
Winkler a reușit să prepare câțiva compuși noi ai germaniului, inclusiv fluoruri, cloruri, sulfuri, dioxid de germaniu și tetraetilgerman (Ge(C2H5)4), primul organogerman. Informațiile fizice ale acestor compuși - care echivalau cu predicțiile lui Mendeleev - au făcut ca această descoperire să fie o validare importantă a ideii lui Mendeleev de periodicitate a elementelor. Mai jos, se poate observa o comparație între informațiile prezise și cele stabilite de Winkler:
| Proprietate                          | Ekasilicon       | Germaniu         |
| ------------------------------------ | ---------------- | ---------------- |
| masa atomică                         | 72,64            | 72,59            |
| densitate (g/cm3)                    | 5,5              | 5,35             |
| punct de topire (°C)                 | înalt            | 947              |
| culoare                              | gri              | gri              |
| tipul de oxid                        | dioxid refractor | dioxid refractor |
| densitatea oxidului (g/cm3)          | 4,7              | 4.7              |
| activitatea oxidului                 | ușor bazică      | ușor bazică      |
| punctul de fierbere al clorurii (°C) | sub 100          | 86 (GeCl4)       |
| densitatea clorurii (g/cm3)          | 1,9              | 1,9              |

Până spre finalul anilor 30, germaniul era considerat un metal slab conductor. Importanța economică a germaniului nu a crescut decât după anul 1945, când proprietățile lui au condus la utilizarea lui ca și semiconductor eletronic. În timpul celui de-al Doilea Război Mondial, cantități mici de germaniu erau folosite în unele dispozitive electronice, în principal în diode. Prima utlizare majoră a fost în cadrul diodelor Schottky, utilizate în detectarea radar din timpul războiului. Primele aliaje din siliciu și germaniu au fost produse în 1955. Înainte de 1945, doar câteva sute de kilograme de germaniu erau produse în topitorii anual, însă spre finalul anilor 50, producția anuală la nivel global ajunsese la 40 tone metrice.
Dezvoltarea tranzistorului pe bază de germaniu, în 1948, a permis dezvoltarea aplicațiilor electronice. Începând cu anul 1950 până la începutul anilor 1970, acest domeniu a creat o piață crescândă pentru germaniu, acesta fiind ulterior înlocuit de siliciu de înaltă calitate în componența tranzistorilor, diodelor și redresoarelor. De exemplu, compania care ulterior va deveni "Fairchild Semiconductor" a fost fondată în 1957, cu scopul de a produce tranzistori pe bază de siliciu. Siliciul prezintă proprietăți electrice superioare, dar necesită o puritate înaltă, care nu putea fi obținută în mod comercial la începutul electronicii semiconductoare. 
Între timp, cererea pentru germaniu în comunicarea pe bază de fibră optică, sisteme cu infraroșu și catalizatori polimerici a crescut dramatic. Aceste utilizări reprezentau 85% din consumul de germaniu la nivel global în 2000. Guvernul american desemnase germaniul ca material strategic și critic, cerând suplimentarea a 132 tone metrice în rezerva națională pentru apărare, în 1987.
Germaniul diferă de siliciu în privința disponibilității surselor de exploatare, în timp ce rezerva de siliciu este limitată doar de capacitatea de producție (din moment ce siliciul provide din nisip și cuarț). În timp ce prețul siliciului era mai puțin de 10$/kg în 1988 , prețul germaniului era de aproape 800$/kg.

## Structura atomică
Structură atomică a germaniului este determinată de numărul nucleonilor din nucleul atomic, astfel că pentru izotopul său natural, 74Ge, germaniul are 32 de protoni și 42 de neutroni; pentru că germaniul prezintă mai mulți izotopi naturali, acest număr al neutronilor diferă. Raza atomică medie, precum si raza de covalență, este de 122 pm, iar volumul molar al acestuia este de 23,322 m³/kmol. 
Configurația electronică a atomului de germaniu este următoarea:
| configurație electronică stratul electronic K: 1s2 stratul electronic L: 2s2p6 stratul electronic M: 3s2p6d10 stratul electronic N: 4s2p2 |

## Izotopi
Germaniul este intalnit sub forma a 5 izotopi naturali: 70Ge, 72Ge, 73Ge, 74Ge si 76Ge. Dintre acestia, 76Ge este usor radioactiv, avand un timp de injumatarire de 1.78×1021 ani. Cel mai intalnit izotop este 74Ge, raspandit pe Pamant in procent de aproximativ 36%. 76Ge este cel mai putin intalnit izotop, cu o raspandire de aproximativ 7%. Atunci cand este bombardat cu particule alfa, izotopul 72Ge va genera 77Se, eliberand o cantitate mare de electroni in urma acestui proces. Din aceasta cauza, este folosit in combinatie cu radonul in bateriile nucleare.
Cel putin 27 radioizotopi au fost sintetizati, cu mase atomice ce variaza de la 58 la 89. Cel mai stabil dintre acestia este68Ge, injumatatindu-se prin captura de electroni in 270.95 d. Cel mai putin stabil este 60Ge, cu un timp de injumatatire de 30 ms. In timp ce majoritatea radioizotopilor de germaniu se dezintegreaza prin dezintegrare beta, 61Ge si 64Ge sunt dezintegrati prin emisie de protoni intarziata. De la 84Ge la 87Ge de asemnea indica emisii minore de neutroni.

## Proprietăți

### Fizice
In conditii standard, germaniul este un element semi-metalic, casant, de culoare alb-argintiu. Aceasta forma constituie o forma alotropa numita α-germaniu, ce prezinta un luciu metalic si o structura cubica asemenatoare cu a diamantului. In forma cristalina, germaniul prezinta energie de prag de deplasare de {\displaystyle 19.7_{-0.5}^{+0.6}~{\text{eV}}}. La presiuni mai mari de 120 kbar, germaniul devine forma alotropa β-germaniu cu aceeasi structura ca si β-staniu. Asemeni siliciului, galiului, bismutului, antimoniului si apei, germaniul este printre putinele substante care isi maresc volumul la solidificare (de exemplu, inghet).
Germaniul este un semiconductor. Tehnici de rafinare zonala au condus la producerea cristalelor de germaniu pentru semiconductori, ce prezinta o impuritate de 1 parte in 1010,
facandu-l unul din cele mai pure materiale obtinute vreodata
Primul material metalic descoperit (in 2005) ce devine un superconductor in prezenta unui camp eletromagnetic extrem de puternic a fost un aliaj de germaniu, uraniu si rodiu.
In stare pura, germaniuul este cunoscut sa extrudeze dislocatii lungi, numite mustati de germaniu. Cresterea acestora este unul din principalele cauze de cedare a diodelor si tranzistorilor vechi din germaniu, putand cauza scurtcircuite.

### Chimice
Germaniul elementar începe oxidarea lentă în aer în jurul temperaturii de 250 °C, formând GeO2. Germaniul este insolubil în acizi diluați și alcalii, însă se dizolvă lent în acid sulfuric și nitric concentrați, reacționând violent cu alcalii topite pentru a produce germanați  ([GeO
3]2−
). Germaniul prezintă preponderent un număr de oxidare +4, deși prezintă mulți compuși cu numărul +2. Alte numere de oxidare sunt rare: +3 este întâlnit în compuși precum Ge2Cl6, iar +3 și +1 sunt prezente la suprafața oxizilor, sau numerele negative de oxidare în germanizi, precum −4 în Mg
2Ge. Grupări atomice de germaniu (Zintl ions) precum Ge42−, Ge94−, Ge92−, [(Ge9)2]6− au fost preparați prin extracția aliajelor ce conțineau metale alcaline și germaniu în amoniu lichid, în prezența unei etilenediamine sau criptanzi. Numerele de oxidare ale elementului din acești ioni nu sunt integers—similar cu ozonidele O3−.
Doi oxizi ai germaniului sunt cunoscuți: dioxidul de germaniu (GeO
2, germania) și monoxid de germaniu, (GeO). Dioxidul, GeO2 poate fi obínut prin arderea disulfurii de germaniu (GeS
2), fiind o pulbere albă care este slab solubilă în apă, dar care reacționează cu alcalizi pentru a forma germanați. Monoxidul, oxidul germanic, poate fi obținut în reacția la temperatură mare a GeO2 cu Ge metalic. Dioxidul (și oxizii înrudiți și germanații) prezintă o proprietate neobișnuită a unui index refractiv înalt pentru lumina vizibilă, fiind însă transparent în lumina infraroșie. Germanatul de bismut, Bi4Ge3O12, (BGO) este utilizat ca un scintilator.
Compuși binari cu alți calcogeni sunt de asemenea cunoscuți, precum disulfura (GeS
2), diselenura(GeSe
2) și monosulfura de germaniu (GeS), selenid (GeSe) și telurid (GeTe). GeS2 se formează ca un precipitat alb atunci când hidrogenul sulfurat este trecut prin soluții acide concentrate ce conțin Ge(IV). Disulfura este solubilă în apă și în soluții de alcalii sau sulfide alcaline. Nu este solubil în apă acidică, ceea ce îi permisese lui Winkler să descopere elementul. Prin încălzirea disuflurii într-un curent de hidrogen, monosulfura (GeS) este formată, sublimând în plăci subțiri de culoare închisă și cu luciu metalic, fiind solubil în soluții de alcalii. În topitura carbonaților alcalini și sulf, compușii germaniului formează săruri numiți tiogermanați.

Germane is similar to methane.

Patru tetrahalizi sunt cunoscuți. În condiții normale, GeI4 este solid, GeF4 este gaz, iar restul sunt lichide volatile. De exemplu, tetraclorura de germaniu, GeCl4, este obținută ca un lichid fumigen incolor, ce fierbe la 83.1 °C prin încălzirea metalului cu clor. Toți tetrahalizii sunt hidrolizați în dioxid de germaniu hidratat. GeCl4 este utilizat în producția compușilor organogermanici. Toate cele patru dihalide sunt cunoscute și în contrast cu tetrahalizii sunt solide polimerice. Adițional Ge2Cl6 și alți compuși superiori formulați drept GenCl2n+2 sunt cunoscuți. TCompusul neobișnuit Ge6Cl16 a fost preparat conținând unitatea Ge5Cl12 cu o structură de neopentan.
Germane (GeH4) este un compus similar ca strctură cu metanul. Poligermanii - compuși similari cu alcanii-—cu formula GenH2n+2 conținând pănî la cinci atomi de germaniu sunt știuți. Germanii sunt mai puțini volatili și reactivi decât corespondenții analogi ai siliciului. GeH4 reacționează cu metalele alcaline în amoniac lichid pentru a forma cristale albe de MGeH3 ce conțin anionul GeH3−. Hidrohalizii germaniului cu unu, doi și trei atomi de hidrogen sunt lichide incolore reactive.

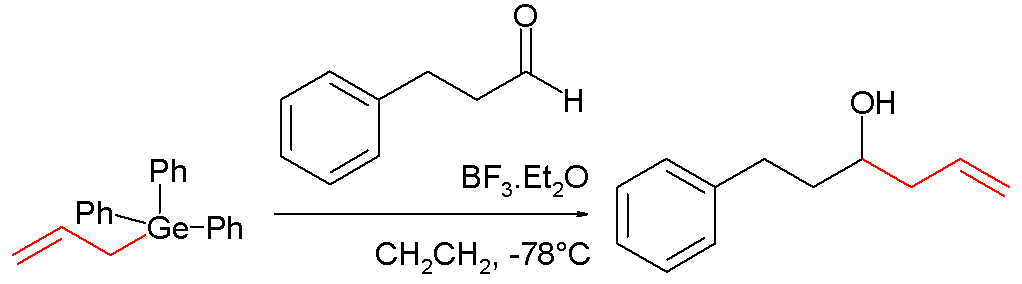
Nucleophilic addition with an organogermanium compound.

Primul compus organogermanic a fost sintetizat de Winkler în 1887; reacția tetraclorurii de germaniu cu dietilzinc generează tetraetilgerman (Ge(C
2H
5)
4). Organogermanii de tip R4Ge (unde R este un alchil) precum tetrametilgermanul si tetraetilgermanul sunt accesate prin intermediul celor mai ieftini precursori, tetraclorura de germaniu si nucleofili de alchil. Hidrizi organici de germaniu precum izobutilgerman au fost descoperiți ca fiind mai puțin periculoși și pot fi utilizați ca un lichid substitut pentru gazul toxic de germaniu ăn aplicațiile semiconductoare. Mulți agenți intermediari ai germaniului sunt cunoscuțiȘ radicali liberi de germil, germileni (similari cu carbenii) si germinii (similari cu carbinele). Compusul organogermanic 2-carbpxietilgermasesquioxan a fost raportat prima data în anii 70, și pentru o perioadă a fost utilizat ca și supliment alimentar, considerat a avea calități anti-tumorale.
Prin utilizarea unui ligant numit Eind (1,1,3,3,5,5,7,7-octaethyl-s-hydrindacen-4-yl), germaniul poate forma o legătură dublă cu oxigenul (germanonul). Hidrura de germaniu si tetraclorura de germaniu sunt foarte inflamabili, producând explozii în contact cu aerul.

### Compușii elementului
Germaniul nu absoarbe azotul, însă absoarbe hidrogenul, monoxidul și dioxidul de carbon, apa, alcooluri și compușii pe bază de oxigen și halogen. Atunci când apa este absorbită și germaniul este încălzit, se eliberează H2 și o peliculă de oxid se creează la suprafață. Hidrogenul atomic atacă germaniul, formând hidrizi. Oxigenul este adsorbit, reacționând cu metaloidul abia la 575 grade.
Metil și etil clorurile si bromurile în stare gazoasă atacă germaniul încălzit pentru a genera halidele organogermanice specifice. Elementul sub forma de pulbere arde in prezenta clorului sau bromului incalzit, formand tetrahalide. Acidul clorhidric ataca elementul la temperaturi inalte, pentru a forma GeCl4 si forma impura de GeHCl3 (GeHCl3 pur este generat de reactia dintre GeCl2 si HCl). Sulful reactioneaza cu Ge doar la temperaturi inalte, insa acidul sulfhidric reactioneaza la 400 grade pentru a forma GeS2. 
Acidul sulfuric si azotic ataca germaniul in mod superficial. Solutiile apoase de NaOH si KOH au efect superficial asupra elementului, insa o combinatie de NaOH, KOH, Na2CO3 si Na2B4O7 dizolva toate formele germaniului rapid, formand alcaliti germanati. O Solutie de NaOCL dizolva pulberea de germaniu, formand GeO2. Solutia de amide in amoniac lichid nu ataca metaloidul. Germaniul nu pare sa formeze nici o carbura, insa formeaza aliaje cu alte metale si metaloide.  

## Răspândire

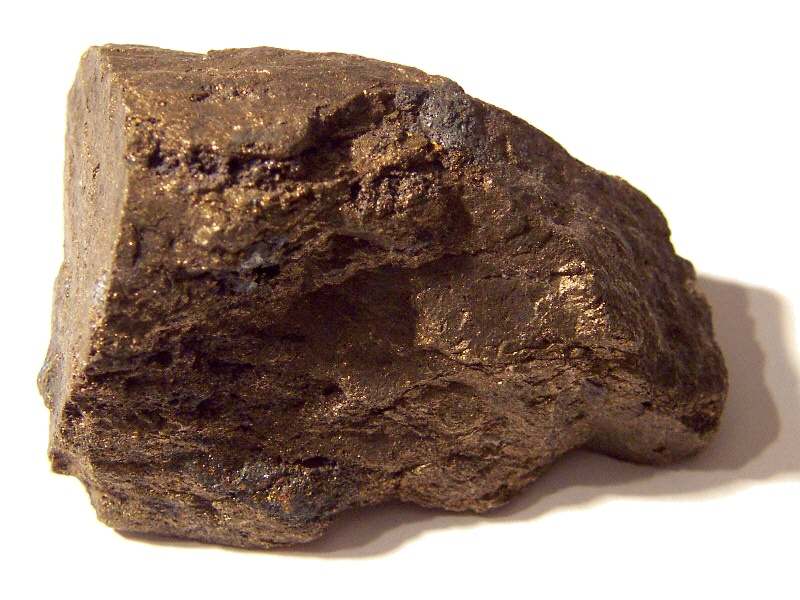
Renierite

Germaniul este creat de nucleosinteza stelelor, predominant prin procesul-s in ramurile stelelor gigant asimptotice. Procesul s este o captura de neutroni lenta ale elementelor usoare in interiorul stelelor rosii gigant. Germaniul a fost detectat in majoritatea stelelor distante și in atmosfera lui Jupiter.
Abundenta germaniului în scoarța terestră este de aproximativ 1,6 ppm. Doar câteva minerale precum argiroditul, briartitul, germanitul, renieritul si sfaleritul contin cantitati apreciabile de germaniu. Cateva dintre ele (in mod special, germanitul) sunt rareori intalnite in cantitati minabile. Unele minereuri de zinc-cupru-plumb contin destul germaniu pentru a permite extractia din concentratul minereic final. Un proces neobisnuit de imbogatire cauzeaza un continut inalt de germaniu in unele mine, descoperit de Victor Montz Goldschimdt in timpul unei cautari indelungate pentru depozite de germaniu Cea mai mare concentratie gasita vreodata a fost in cenusa carbunului Hartley, in procent de 1,6%.  Depozitele miniere de langa Xilinhaoute, Inner Mongolia, contin germaniu estimat la 1600 tone.

## Rolul elementului în biologie
Germaniul nu prezinta un rol biologic in organism, desi actioneaza ca un stimulent metabolic. Sarurile de germaniu prezinta toxicitate scazuta pentru mamifere, insa au caracter letal pentru bacterii (fara a rezulta o aplicare practica a acestui comportament). Unele plante, inclusiv cele din consumul uman, pot absorbi germaniul din sol, probabil sub forma oxidului de germaniu. Elementul este intalnit in medie de 0.05 ppm in cereale si legume, insa nu toate plantele il contin.
Desi germaniul este un component prezent in toate organismele vii, acesta nu prezinta o functie structurala (cum prezinta siliciul in cadrul unor exoschelete) si nu a fost dovedit ca fiind un element esential pentru plante sau animale. Sax  mentioneaza cum germaniul are un caracter scazut al toxicitatii, insa GeH4 are un caracter hemolitic, fiind periculos in cantitati peste 100 ppm. Halidele de germaniu hidrolizeaza in acizi hidrohalogenati, fiind neplacuti in context biologic. Celalalt produs al hidrolizei, GeO2, devine toxic de la 300-600 mg per kilogram de masa corporala, fiind insa posibila o aparenta creste a tolerarii substantei prin dozarea unor cantitati subletale in mod repetat.

## Aspecte de sănătate și securitate

### Toxicitate
Cativa compusi artificiali ai germaniului sunt reactivi si pot prezenta un pericol imediat pentru sanatatea umana, in urma expunerii. De exemplu, clorura de germaniu si german (GeH4) sunt un lichid si un gaz ce sunt foarte iritanti pentru ochi, piele, plamani si gat.
Studiile pe animale indica faptul ca germaniul, in forma anorganica si organica, sunt absorbiti rapid si aproape complet in tractul respirator si gastrointestinal. Distributia este relativ uniforma in cadrul organelor, insa exista o predispozitie pentru depozitarea acestuia in rinichi si ficat, fiind urmata de o excretie urinara rapida si acumulare pe termen lung in oase. 
Tetraclorura de germaniu este un iritant puternic pentru sistemul respirator, piele si ochi, posibil datorita hidrolizarii. Nu exista totusi informatii privind toxicitatea germaniului in organismul uman, cu exceptia tetraclorurii de germaniu si a suplimentelor pe baza de germaniu; in teste clinice, spirogermaniul (agent antitumoral pe baza de germaniu organic), a fost demonstrat ca avand un efect neurotoxic..